# Raimonds Pauls
Raimonds Pauls (Riga, 12 de enero de 1936) es un compositor, director de orquesta y político letón. Ejerció como ministro de Cultura de Letonia entre 1988 y 1993.

## Biografía
Nacido en Riga en 1936, comenzó a tocar el piano con cuatro años y recibió educación musical a lo largo de su infancia. Cuando tenía 22 años se diplomó en el Conservatorio Nacional de Letonia, y en 1964 ascendió a director de la Orquesta de Riga.
A partir de 1974 se dedica en exclusiva a componer numerosas piezas para orquesta y teatro, así como bandas sonoras y música popular para artistas como Ala Pugachova y Valeri Leóntiev. Su obra más célebre es la canción Dāvāja Māriņa meitenei mūžiņu (1981), más conocida por su versión en idioma ruso —Million alykh roz— interpretada un año después por Pugachova. En reconocimiento a esta carrera, fue condecorado como Artista del pueblo de la URSS en 1985.
En lo que respecta a su carrera política, entre 1988 y 1993 ocupó el ministerio de Cultura de Letona, tanto en los últimos años de la República Socialista Soviética como en el periodo posterior a la independencia. Tras su salida fue consejero del presidente Guntis Ulmanis, fundó una formación liberal llamada «Nuevo Partido» (Jaunā Partija), y se postuló a la presidencia del estado en 1999, si bien no recabó los apoyos necesarios para que su candidatura fuese votada en la Dieta letona. En 2002 se unió al Partido Popular Letón y ocupó un escaño en el parlamento hasta su retirada en 2010.
Pauls ha seguido trabajando como compositor incluso durante su etapa política. En 2016 fue reconocido por el gobierno letón con la Orden de Tres Estrellas, la más alta condecoración nacional.
En el plano personal, está casado y ha tenido una hija. Además se ha declarado devoto de la Dievturība, un movimiento religioso neopagano de tradición letona.